# Volo ValuJet 592
Volo ValuJet 592 era un volo di linea della compagnia aerea a basso costo ValuJet schiantatosi nelle Everglades in Florida, l'11 maggio 1996, a causa di un incendio nella stiva.
Persero la vita tutti i 110 occupanti (compresi i membri dell'equipaggio) a bordo del DC9 partito dall'aeroporto internazionale di Miami in rotta verso l'Aeroporto Internazionale di Atlanta-Hartsfield-Jackson di Atlanta, Georgia (Stati Uniti d'America).
Candi Kubeck, che operava sul volo, fu la prima comandante donna a morire in un incidente aereo.

## Antefatti
ValuJet Airlines è stata fondata nel 1992 ed era nota per le sue misure di riduzione dei costi occasionalmente aggressive. Molti degli aerei della compagnia aerea sono stati acquistati usati da altre compagnie aeree, è stata fornita poca formazione ai lavoratori e sono stati assunti appaltatori per la manutenzione e altri servizi. L'azienda si guadagnò rapidamente la reputazione di un livello di sicurezza poco brillante. Nel 1995, l'esercito americano rifiutò l'offerta di ValuJet di far volare il proprio personale a causa di preoccupazioni per la sicurezza, e alcuni funzionari della Federal Aviation Administration (FAA) volevano che la compagnia aerea venisse messa a terra.
Nel 1986, un American Trans Air McDonnell Douglas DC-10 in servizio all'Aeroporto Internazionale Chicago-O'Hare fu distrutto a terra da un incendio causato da generatori di ossigeno chimico. Il 3 febbraio 1988, il Volo American Airlines 132 (operato da un McDonnell Douglas MD-83) subì un incidente simile a quello che successivamente abbatté il volo ValuJet 592: scoppiò un incendio nella stiva mentre l'aereo era in volo, causato da sostanze chimiche pericolose (principalmente perossido di idrogeno), ma in quel caso l'equipaggio fece atterrare l'aereo in sicurezza.
Dopo il volo 132 dell'American Airlines, il National Transportation Safety Board (NTSB) ha raccomandato alla FAA che tutte le stive di carico di classe D fossero dotate di rilevatori di fumo e sistemi antincendio.

## L'aereo e l'equipaggio
L'aereo, un Douglas DC-9-32, codice di registrazione N904VJ, era il 496° DC-9 assemblato nello stabilimento di Long Beach. Aveva 27 anni all'epoca ed aveva fatto parte della flotta di Delta Air Lines. Il suo primo volo fu il 18 aprile 1969. Consegnata a Delta il 27 maggio 1969, come N1281L, l'aereo volò per la Compagnia fino alla fine del 1992, quando fu ritirato e rivenduto alla McDonnell Douglas. L'azienda produttrice del velivolo vendette l'aereo alla ValuJet nel 1993. Era alimentato da due motori turboventola Pratt & Whitney JT8D-9A.
L'aereo aveva subito una serie di incidenti nei due anni precedenti lo schianto, tra cui due decolli interrotti e otto atterraggi di emergenza. Gli errori del motore e della pressurizzazione avevano costituito le cause principali in molti degli incidenti. Nel maggio 1995, la FAA emise una direttiva per il ricablaggio delle cabine di pilotaggio di tutti i DC-9 perché i fasci di cavi nel pannello degli interruttori potevano causare "fuoco e fumo incontrollato in tutta la cabina di pilotaggio a causa di sfregamenti e cortocircuiti".
Nel cockpit erano presenti due piloti esperti: il Comandante Candi Kubeck (35) e il Primo Ufficiale Richard Hazen (52). La Kubeck aveva accumulato 8.928 ore di volo totali durante la sua carriera (incluse 2.116 ore sul DC-9) e il Primo Ufficiale Hazen aveva più di 11.800 ore di volo totali durante la sua carriera, di cui 2.148 sul DC-9.

## L'incidente
Nel pomeriggio dell'11 maggio 1996, il volo 592 lasciò il Gate G2 di Miami dopo un ritardo di un'ora e quattro minuti a causa di problemi elettrici. A bordo c'erano 110 persone: 105 passeggeri, provenienti soprattutto dalla Florida e dalla Georgia, e un equipaggio composto da due piloti e tre assistenti di volo. Alle 14:04 EDT, il DC-9 è partito dalla pista 9L (ora pista 8R) e ha iniziato una salita normale.

Alle 14:10 i passeggeri hanno iniziato a sentire odore di fumo. Allo stesso tempo, i piloti hanno sentito un forte botto nelle cuffie e hanno notato che l'aereo stava perdendo energia elettrica. Alla fine si scoprì che il calo di energia elettrica e il rumore del colpo erano il risultato dell'esplosione di uno pneumatico nella stiva. Pochi secondi dopo, un assistente di volo entrò nella cabina di pilotaggio e informò l'equipaggio di un incendio nella cabina passeggeri. Le grida dei passeggeri di "fuoco, fuoco, fuoco" sono state registrate sul registratore vocale della cabina di pilotaggio (CVR) quando la porta della cabina di pilotaggio è stata aperta. Sebbene il manuale di addestramento per assistenti di volo della ValuJet stabilisse che la porta della cabina di pilotaggio non doveva essere aperta quando nella cabina potevano essere presenti fumo o altri gas nocivi, l'interfono non funzionava e non c'era altro modo per allertare i piloti. Il registratore dei dati di volo (FDR) ha indicato un progressivo guasto dei sistemi elettrici e di controllo di volo del DC-9 derivante dalla diffusione dell'incendio.

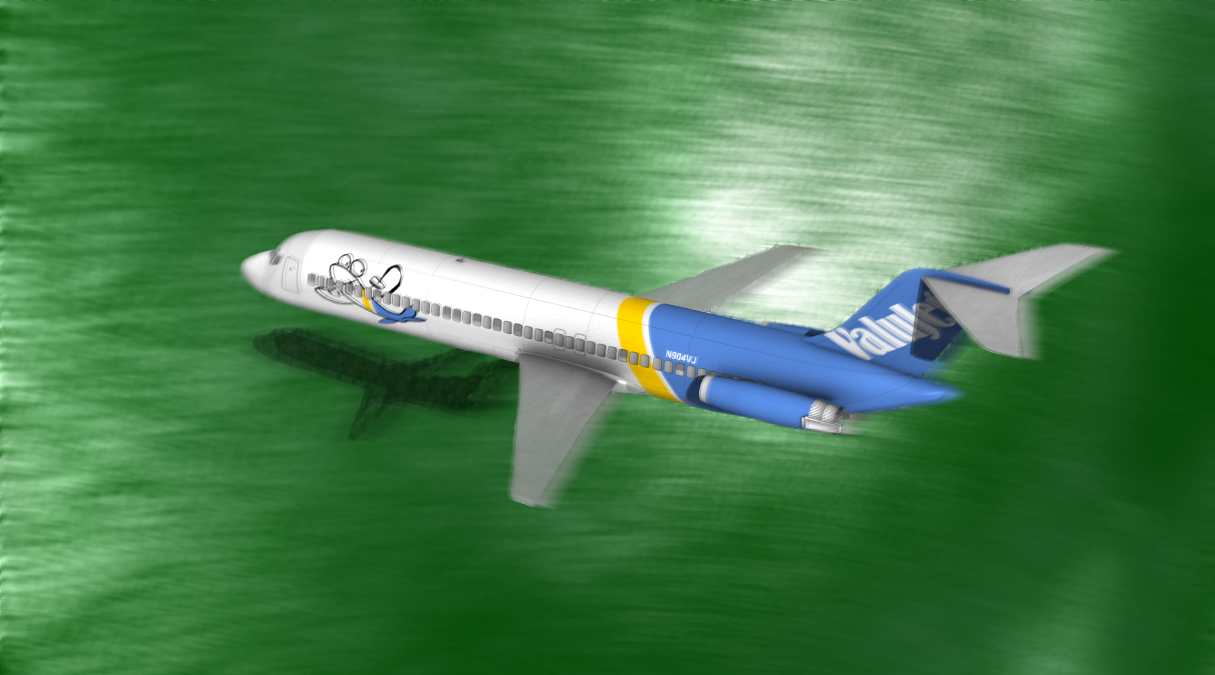
Illustrazione dell'N904VJ immediatamente prima dello schianto al suolo.

Kubeck e Hazen chiesero immediatamente al controllo del traffico aereo di tornare a Miami e ricevettero istruzioni per il ritorno all'aeroporto. Un minuto dopo, Hazen richiese l'aeroporto disponibile più vicino. Kubeck iniziò a virare l'aereo a sinistra in preparazione del ritorno a Miami.
Il volo 592 è scomparso dai radar alle 14:13:42, l'ora esatta in cui si è schiantato. Testimoni oculari hanno visto l'aereo virare bruscamente, rotolare su un fianco e precipitare nella Francis S. Taylor Wildlife Management Area nelle Everglades, poche miglia a ovest di Miami, a una velocità superiore a 507 miglia all'ora (441 kn; 816 km /H). Kubeck ha perso il controllo dell'aereo meno di 10 secondi prima dell'impatto. L'esame dei detriti ha suggerito che l'incendio aveva bruciato le assi del pavimento della cabina, provocando cedimenti strutturali e danni ai cavi sotto i pannelli degli strumenti. Il rapporto dell'NTSB sull'incidente affermava che "il Safety Board non può escludere la possibilità che l'equipaggio di volo sia rimasto incapace a causa del fumo o del calore nella cabina di pilotaggio durante gli ultimi 7 secondi del volo". Si sono verificate interruzioni nel registratore vocale della cabina di pilotaggio in due occasioni, una delle quali è durata un minuto e 12 secondi. L'aereo ha toccato l'acqua alle 14:13:42. EDT, circa 10 minuti dopo il decollo. Il luogo dell'impatto si trovava sul bordo orientale della Florida Water Conservation Area 3B, tra due argini, in un'area conosciuta come L-67 Pocket. Tutti a bordo sono rimasti uccisi nello schianto.

## Il recupero
Il recupero dell'aereo e delle vittime è stato gravemente complicato dal luogo dell'incidente. La strada più vicina, di qualsiasi tipo, era a più di 400 metri di distanza dalla scena dell'incidente e il luogo dell'incidente stesso era una palude di acque profonde con un pavimento di solida pietra calcarea. L'aereo è stato distrutto nell'impatto e non sono rimasti pezzi di grandi dimensioni della fusoliera. Sawgrass, Alligatori e rischio di infezione batterica da tagli hanno afflitto i ricercatori coinvolti nel tentativo di recupero.
Secondo il rapporto dell'NTSB, due testimoni che pescavano nelle vicinanze hanno testimoniato di "aver visto un aereo che volava a bassa quota su una ripida sponda destra. Secondo questi testimoni, quando l'angolo di sponda destra aumentava, il muso dell'aereo si abbassava e continuava verso il basso. L'aereo colpì il suolo con un atteggiamento quasi verticale." Hanno riferito di non aver visto danni esterni né alcun segno di fuoco o fumo oltre allo scarico del motore. Anche un gruppo di turisti a bordo di un piccolo aereo privato ha assistito allo schianto e ha fornito un resoconto quasi identico, affermando che il volo 592 sembrava "scomparire" dopo aver colpito la palude e che non potevano vedere altro che piccoli detriti sparsi, parte di un motore e un grande pozza di carburante per aerei vicino al luogo dell'incidente.

## Le vittime

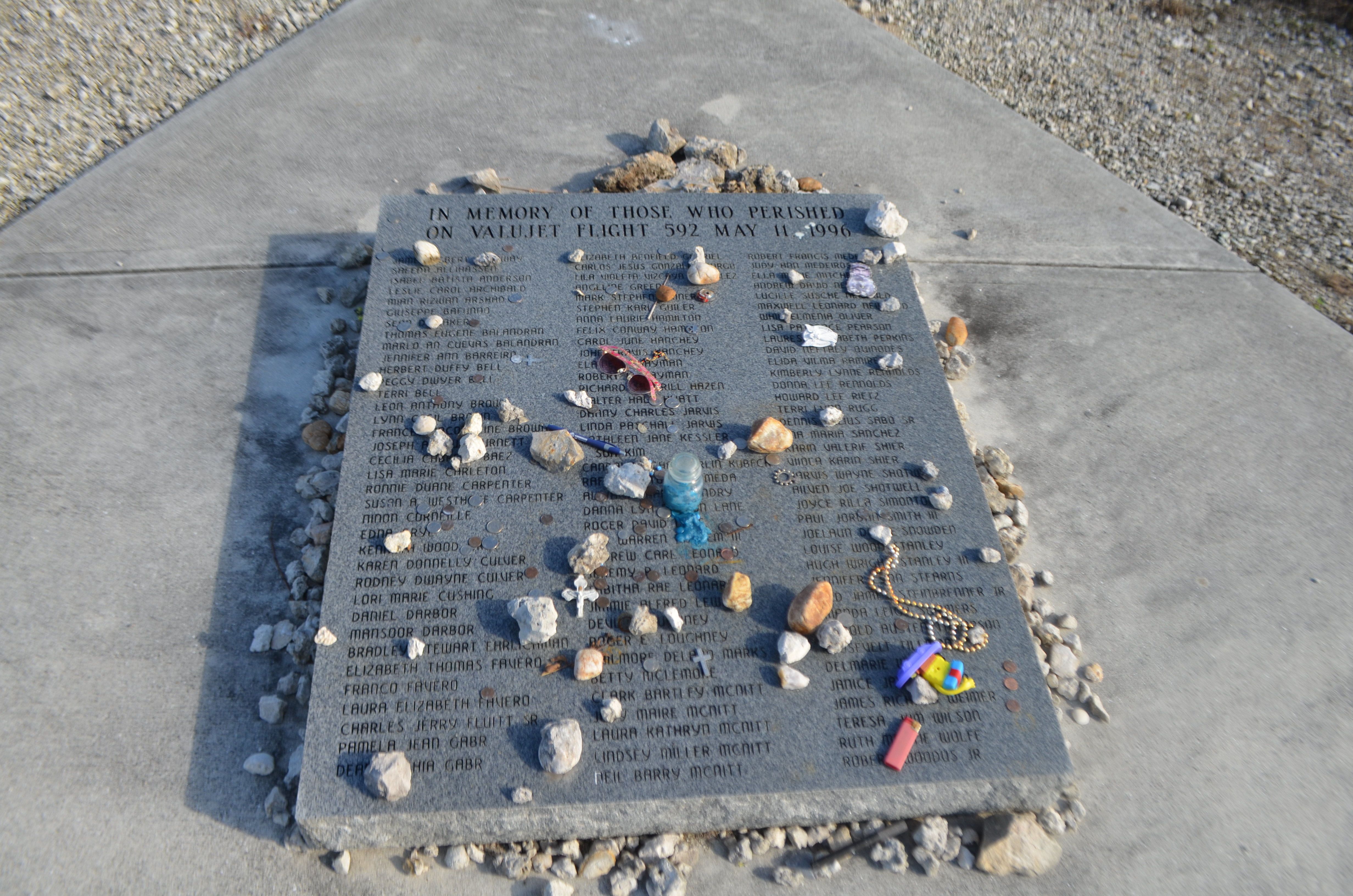
Nomi delle vittime al memoriale

Il recupero dei passeggeri e dell'equipaggio ha richiesto diverse settimane e sono stati trovati pochissimi resti umani intatti data la violenza dell'impatto, l'immersione nell'acqua paludosa e il recupero da parte della fauna selvatica. Circa 68 delle 110 vittime furono identificate, in alcuni casi esaminando le ossa mascellari e almeno un individuo da un singolo dente. È stato dimostrato che un pezzo di carne lacerata apparteneva a Hazen, ma i resti di Kubeck non furono mai ritrovati. A causa delle condizioni avverse, non è stato possibile eseguire test tossicologici sui resti umani per determinare la loro esposizione ai fumi e al fumo dell'incendio a bordo.

## Le indagini
Al termine di un'indagine durata 15 mesi, il National Transportation Safety Board (NTSB) ha stabilito che l'incendio si era sviluppato in un compartimento di carico sotto la cabina passeggeri. Il compartimento di carico era di classe D, in cui la soppressione dell'incendio viene ottenuta sigillando la stiva dall'aria esterna. Qualsiasi incendio in un compartimento così ermetico esaurirebbe rapidamente tutti gli ossidanti disponibili e poi si estinguerebbe da solo. Poiché la soppressione dell'incendio può essere effettuata senza alcun intervento da parte dell'equipaggio, tali stive non sono dotate di rilevatori di fumo.
L'NTSB ha stabilito che poco prima del decollo, 144 generatori di ossigeno chimico scaduto, ciascuno leggermente più grande delle dimensioni di un barattolo di palline da tennis, erano stati collocati nel vano di carico in cinque scatole contrassegnate COMAT (materiale aziendale) dall'appaltatore di manutenzione di ValuJet, SabreTech. Ciò violava le norme della Federal Aviation Administration (FAA) che vietavano il trasporto di materiali pericolosi nelle stive degli aerei passeggeri. La mancata copertura dei percussori dei generatori con i cappucci di plastica prescritti rendeva molto più probabile l'attivazione accidentale. L'indagine ha rivelato che invece di coprire i perni, il personale addetto alla manutenzione si limitava a tagliare le corde attaccate ai perni o ad applicare nastro adesivo attorno alle lattine, e per fissare le estremità veniva utilizzato anche nastro adesivo di tipo consumer. I dipendenti di SabreTech hanno indicato sulla bolla di carico che i "contenitori di ossigeno", che erano imballati alla rinfusa in scatole sigillate ciascuna con nastro adesivo e pluriball, erano "vuote". I lavoratori della ValuJet hanno quindi caricato le scatole nella stiva nell'errata convinzione che i dispositivi fossero semplicemente contenitori vuoti che sarebbe stato sicuro e legale trasportare su un aereo passeggeri.
I generatori di ossigeno chimico, quando attivati, producono ossigeno per i passeggeri se l'aereo subisce una decompressione. Tuttavia producono anche una grande quantità di calore a causa della natura esotermica della reazione chimica coinvolta. Pertanto, non solo il calore e l'ossigeno generato potrebbero innescare un incendio, ma l'ossigeno potrebbe anche mantenere il fuoco acceso.
Gli investigatori hanno stabilito che uno dei generatori di ossigeno è stato probabilmente attivato quando l'aereo ha subito una leggera scossa durante il rullaggio. Mentre l'aereo rullava e decollava, il generatore iniziò a rilasciare calore che causò l'attivazione di altri contenitori. Ogni attivazione creava più calore, che causava rapidamente l'attivazione di tutti i generatori. Il calore intenso ha acceso un incendio negli altri materiali presenti nella stiva. L'incendio è stato aggravato dalla presenza di due pneumatici principali dell'aereo, uno dei quali montato su una ruota principale, e di uno pneumatico anteriore e di una ruota, anch'essi inclusi nell'elenco dei materiali spediti come COMAT.
Test di laboratorio hanno dimostrato che contenitori dello stesso tipo potrebbero riscaldare i materiali vicini fino a 260 °C (500 °F). L'ossigeno dei generatori ha alimentato l'incendio risultante nella stiva senza bisogno di aria esterna, vanificando il design ermetico della stiva. Uno schiocco e una scossa uditi nella registrazione vocale della cabina di pilotaggio e correlati con un breve e drammatico picco nella lettura dell'altimetro nella registrazione dei dati di volo sono stati attribuiti all'improvviso cambiamento di pressione nella cabina causato dall'esplosione di una delle ruote nella stiva per il caldo. Gli investigatori hanno anche stabilito che in questo processo l'incendio ha iniziato a distruggere i cavi di controllo che correvano sul retro dell'aereo, il che spiega perché i piloti hanno iniziato a perdere il controllo prima che l'aereo si schiantasse. L'NTSB ha concluso che l'aereo era sotto controllo positivo da parte dei piloti fino al momento della brusca virata a destra e della picchiata immediatamente prima dell'impatto.

### Modifica normativa
I rilevatori di fumo nelle stive possono avvisare l'equipaggio di volo di un incendio molto prima che il problema si manifesti in cabina, e un sistema antincendio fa risparmiare tempo prezioso per far atterrare l'aereo in sicurezza. Ciò eviterebbe uno scenario simile al volo 592 in cui l'emergenza si era intensificata ben oltre la capacità di risposta dell'equipaggio di volo nel momento in cui il problema era diventato evidente. Nel febbraio 1998, la FAA ha emesso standard rivisti che richiedevano che tutte le stive di carico di Classe D fossero convertite entro l'inizio del 2001 in Classe C o E; questi tipi di stive dispongono di apparecchiature aggiuntive di rilevamento e estinzione incendi.

### Le responsabilità
Il rapporto NTSB attribuiva la responsabilità dell'incidente a tre parti:
- SabreTech, per aver imballato e immagazzinato in modo improprio materiali pericolosi.
- ValuJet, per non aver supervisionato SabreTech.
- La FAA, per non aver imposto sistemi di rilevamento del fumo e antincendio nelle stive come raccomandato nel 1988 dopo un incidente simile.

## Conseguenze
La compagnia aerea aveva già uno scarso livello di sicurezza prima dell'incidente e l'incidente ha attirato l'attenzione diffusa sui problemi della compagnia aerea. La flotta di ValuJet è rimasta a terra per diversi mesi dopo l'incidente. Quando le operazioni ripresero, la compagnia aerea non fu più in grado di attirare tanti clienti quanti ne aveva prima dell'incidente. Ha acquisito AirTran Airways nel 1997, ma il danno persistente al nome ValuJet ha portato i suoi dirigenti ad assumere il nome AirTran. Al 2024, si tratta dell'incidente aereo più mortale avvenuto in Florida.

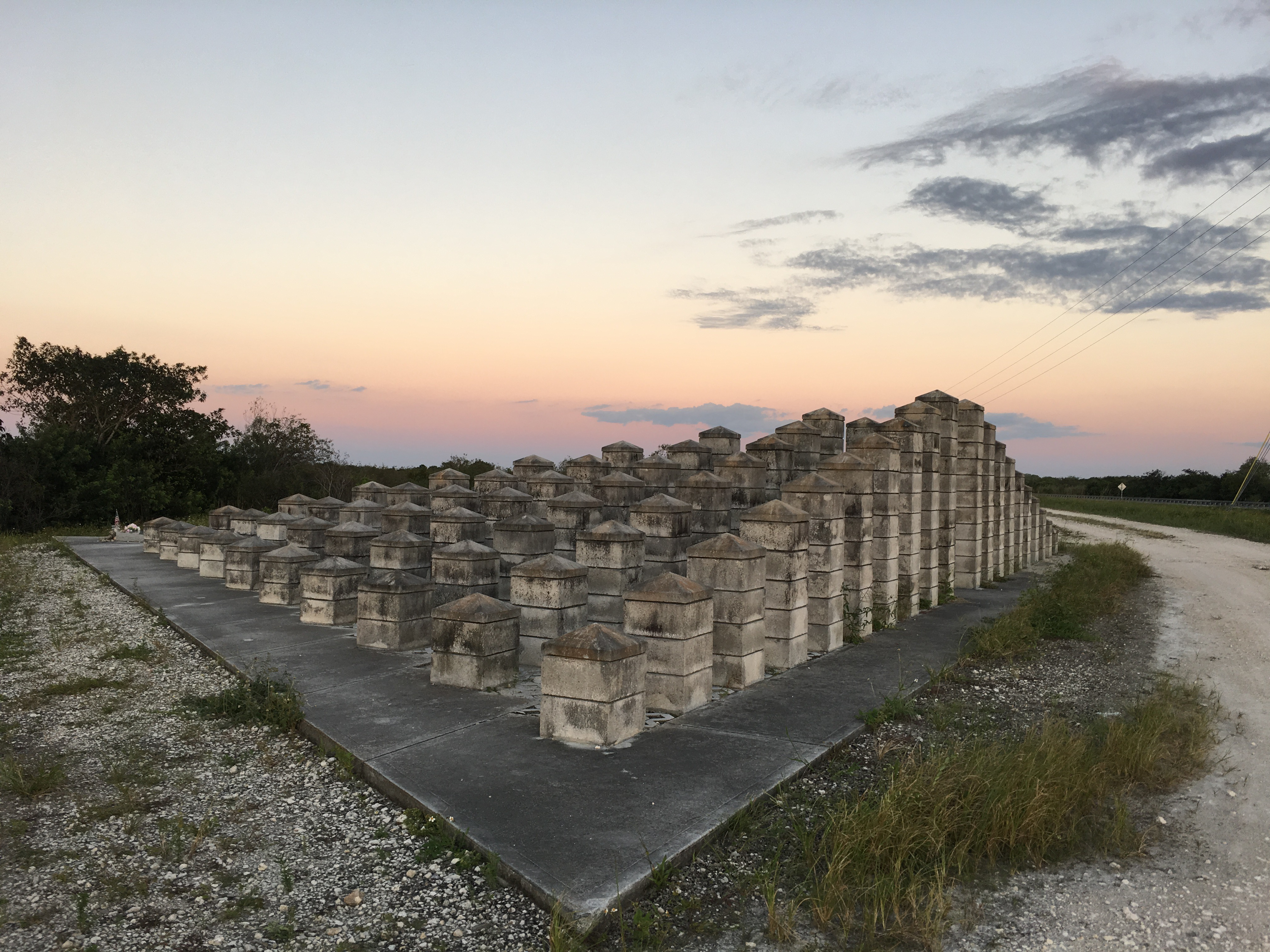
Il memoriale dell'incidente

Nel 1999, dopo soli tre anni, nei pressi delle autostrade Tamiami Trail e Krome Avenue, nella Contea di Miami-Dade, venne costruito un memoriale per ricordare le vittime dell'incidente. Il monumento è costituito da 110 pilastri di cemento che nell'insieme formano un triangolo indicante il luogo del disastro.
In un articolo del Miami Herald del 4 giugno 2013, un residente locale ha dichiarato che mentre avanzava tra l'erba segata diversi mesi prima, aveva trovato un ciondolo d'oro parzialmente fuso nella stessa zona. Si credeva che fosse posseduto da una vittima dell'incidente del ValuJet o dello schianto del Volo Eastern Air Lines 401, avvenuto a circa 3,2 km dal luogo dell'incidente del ValuJet.

## Il volo 592 nei media
Il volo della ValuJet 592 è stato analizzato nella puntata "Disastro nella palude" del documentario Seconds From Disaster e nella puntata "Fuoco nella stiva" del documentario Indagini ad alta Quota trasmesso su National Geographic Channel e nell'episodio Fuoco in cielo della prima stagione del documentario SOS: disastri aerei trasmesso da Discovery Channel Italia il 12 novembre 2015.